# Santa María Tzitz
Santa María Tzitz es una localidad del municipio de Panabá en el estado de Yucatán localizado en el sureste de México.

## Toponimia
El nombre (Santa María Tzitz) hace referencia a María de Nazaret y tzitz proviene del idioma maya.

## Hechos históricos
- En 1871 era propiedad de una tal Luis Cárdenas Peón y la hacienda tenía una máquina de vapor de 10 caballos para procesar henequén.
- En 1980 cambia su nombre de Tzib a Santa María.
- En 1990 cambia a Santa María Tzitz.

## Demografía
Según el censo de 2005 realizado por el INEGI, la población de la localidad era de 0 habitantes.
| 0                           | 0 | 0 | 0 | 0 |
| (Fuente: INEGI [Consultar]) |   |   |   |   |